# Svenska institutet i Rom

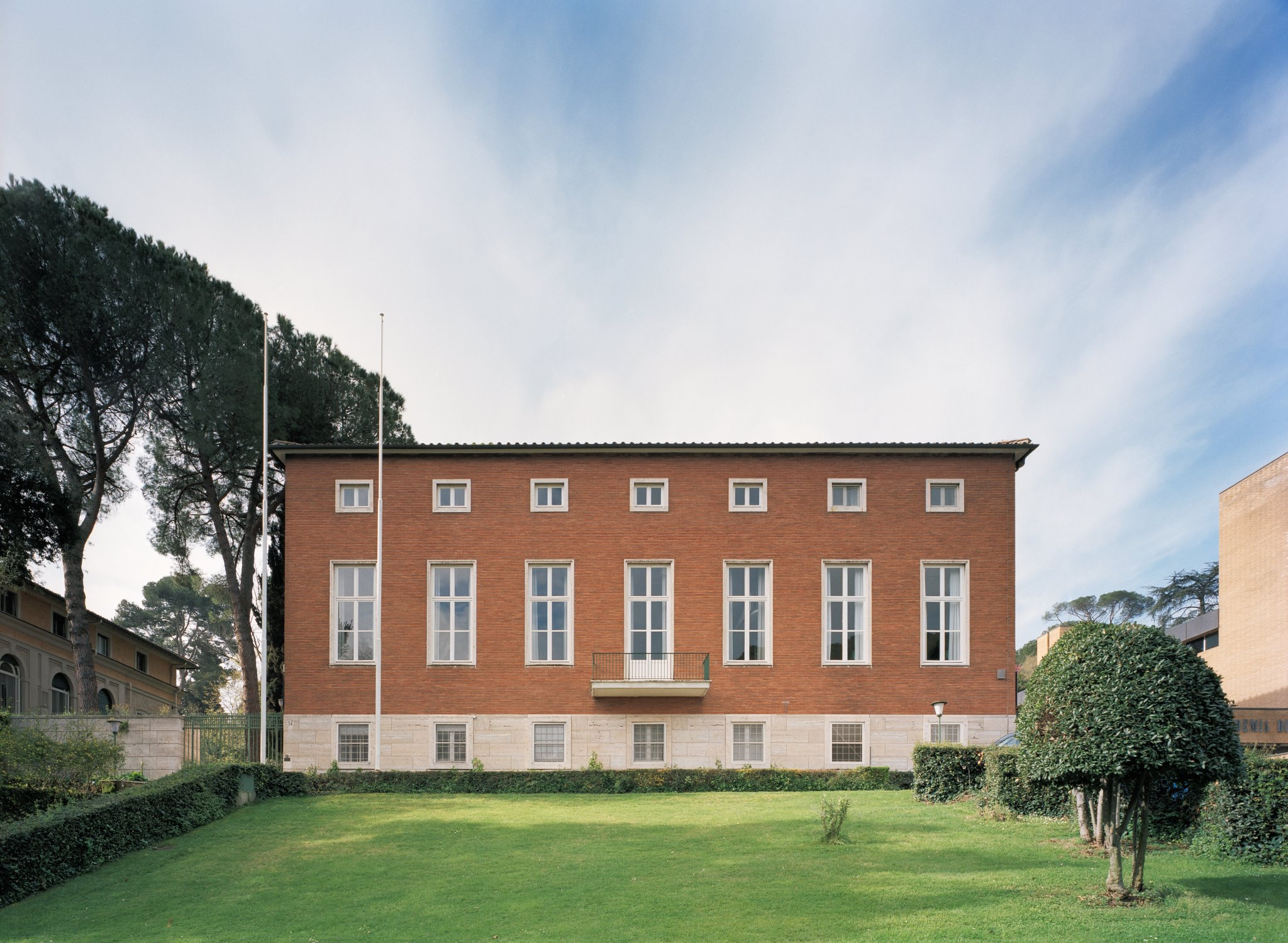
Svenska Institutet i Rom

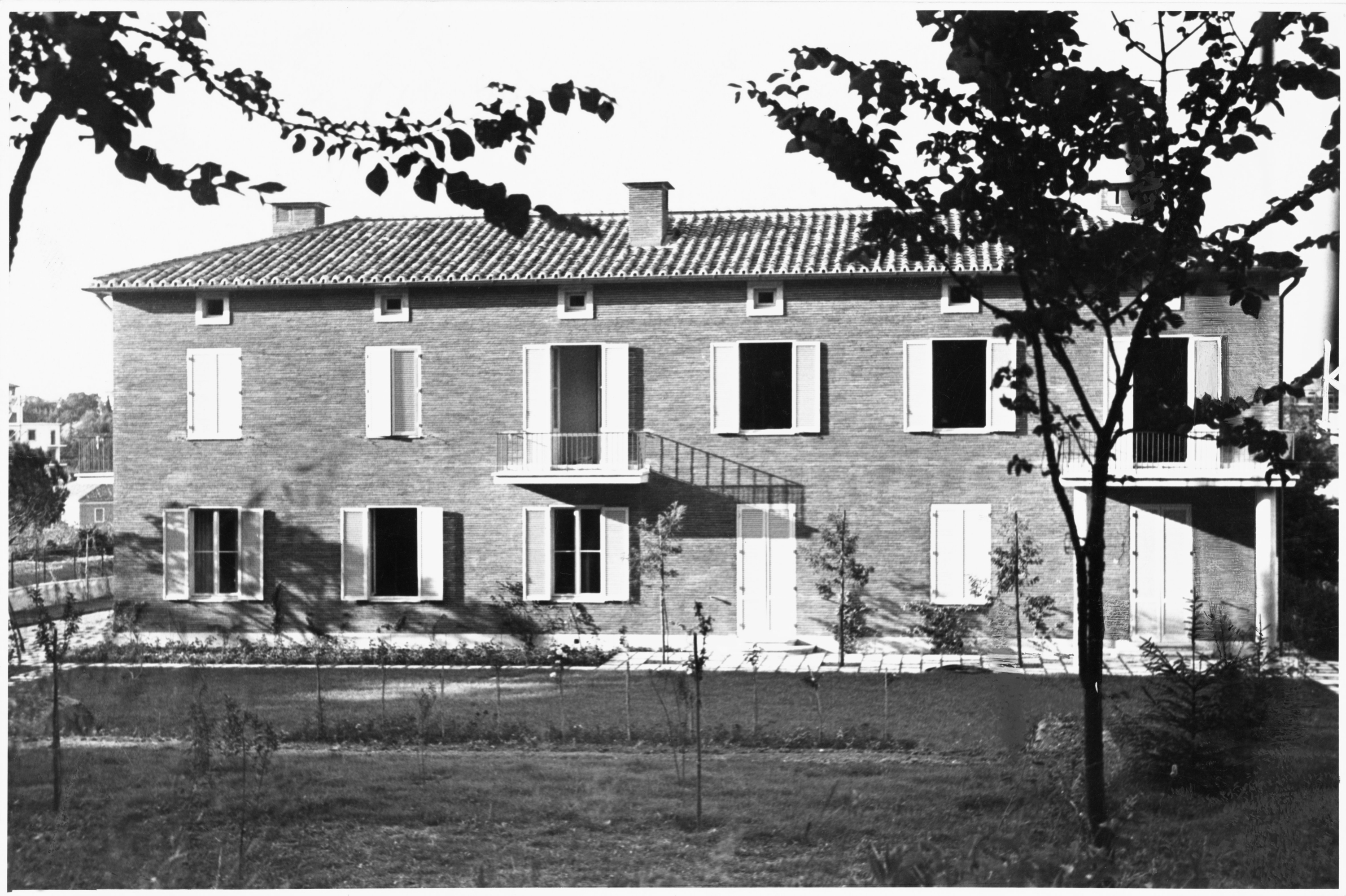
Exteriörbild.

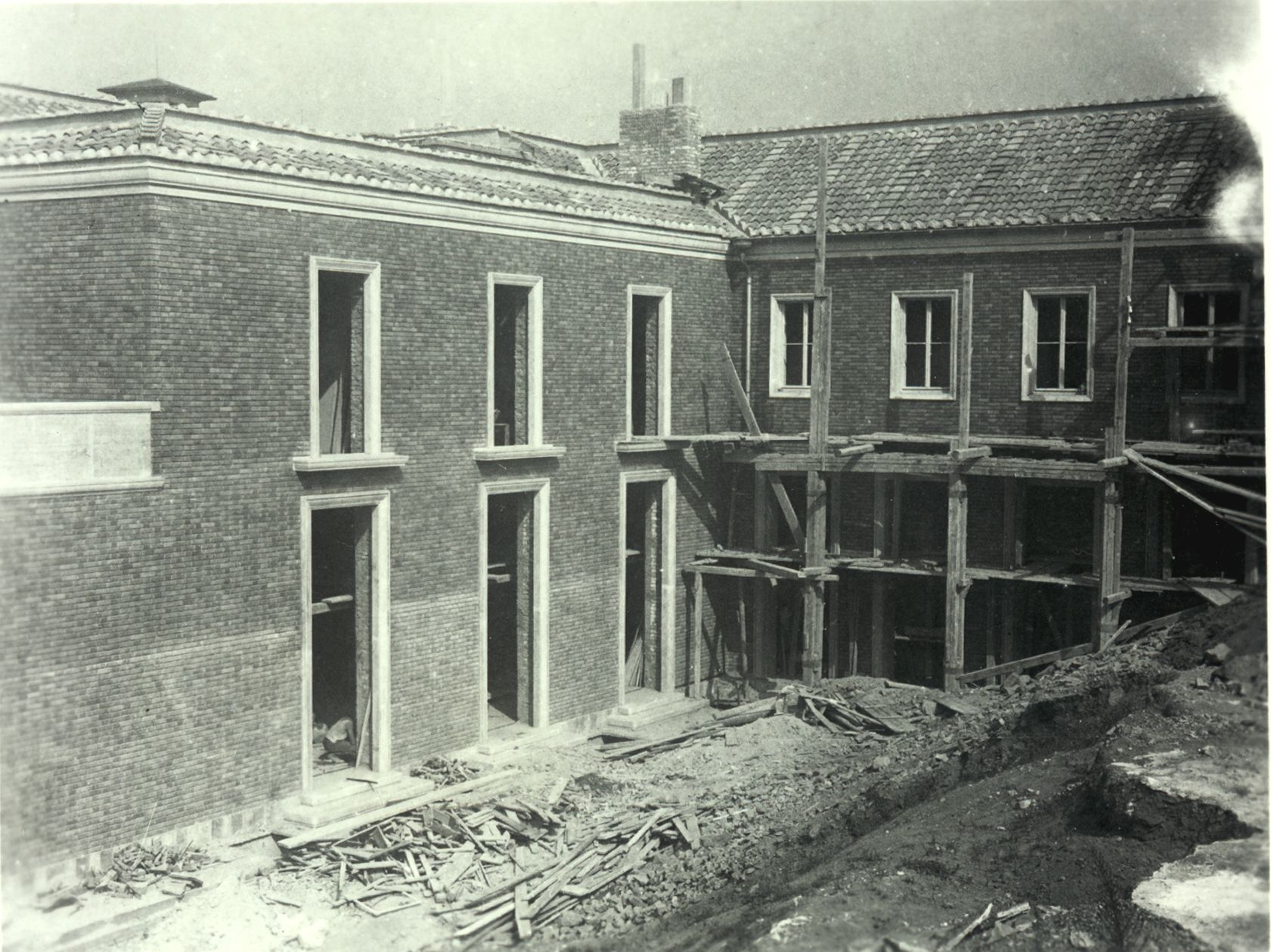
Svenska institutet i Rom under uppförande år 1937.

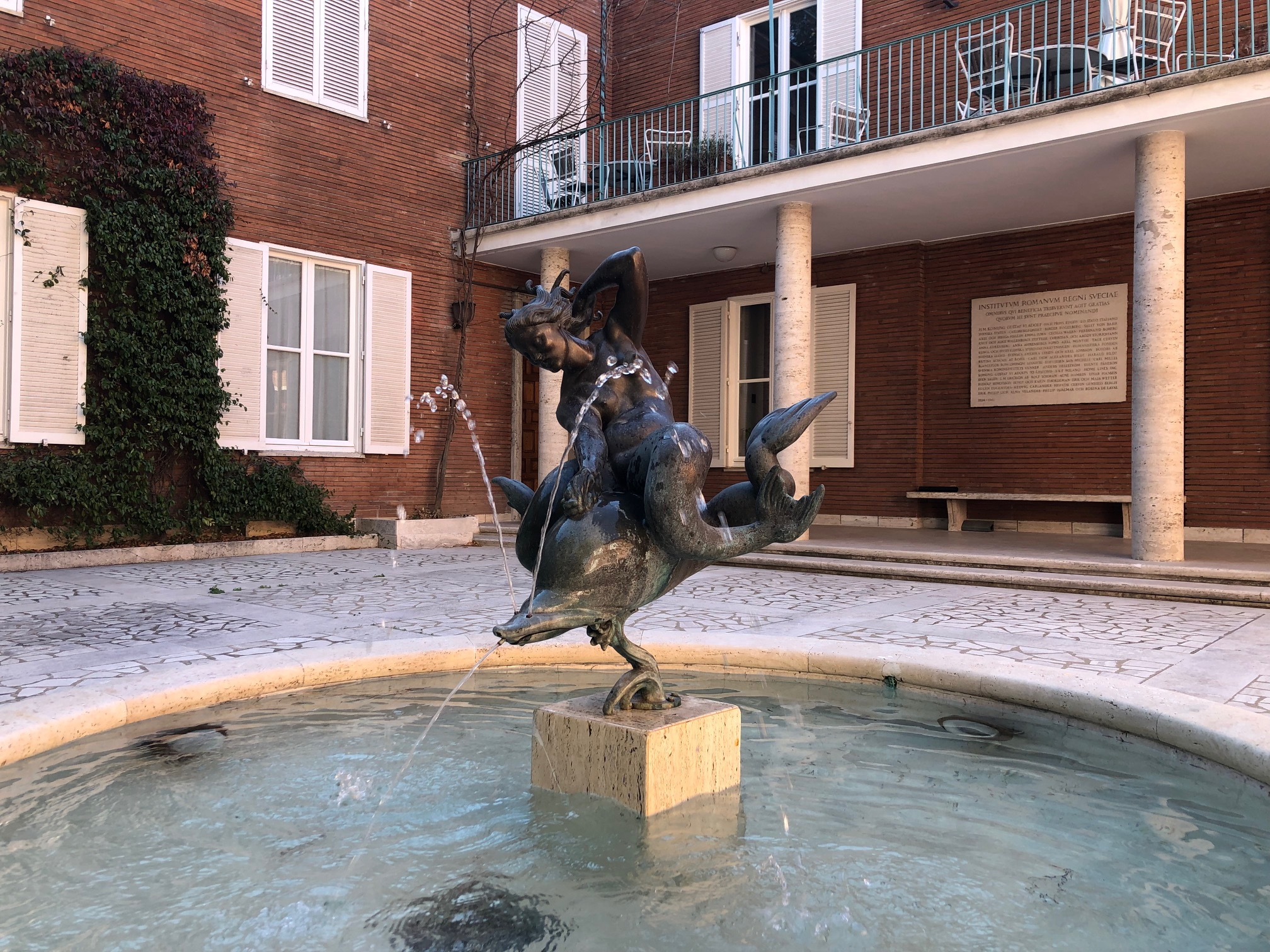
Solglitter

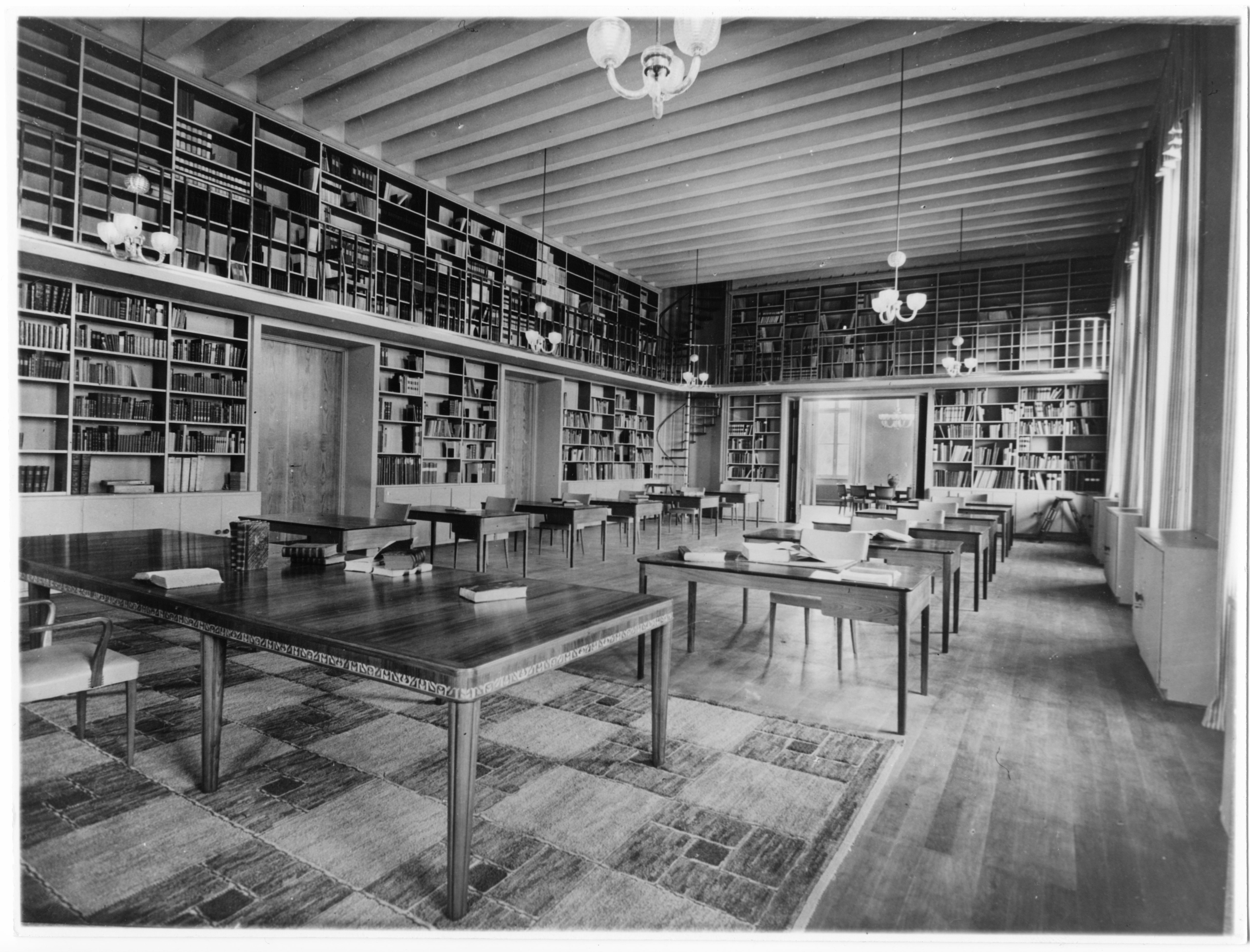
Biblioteket.

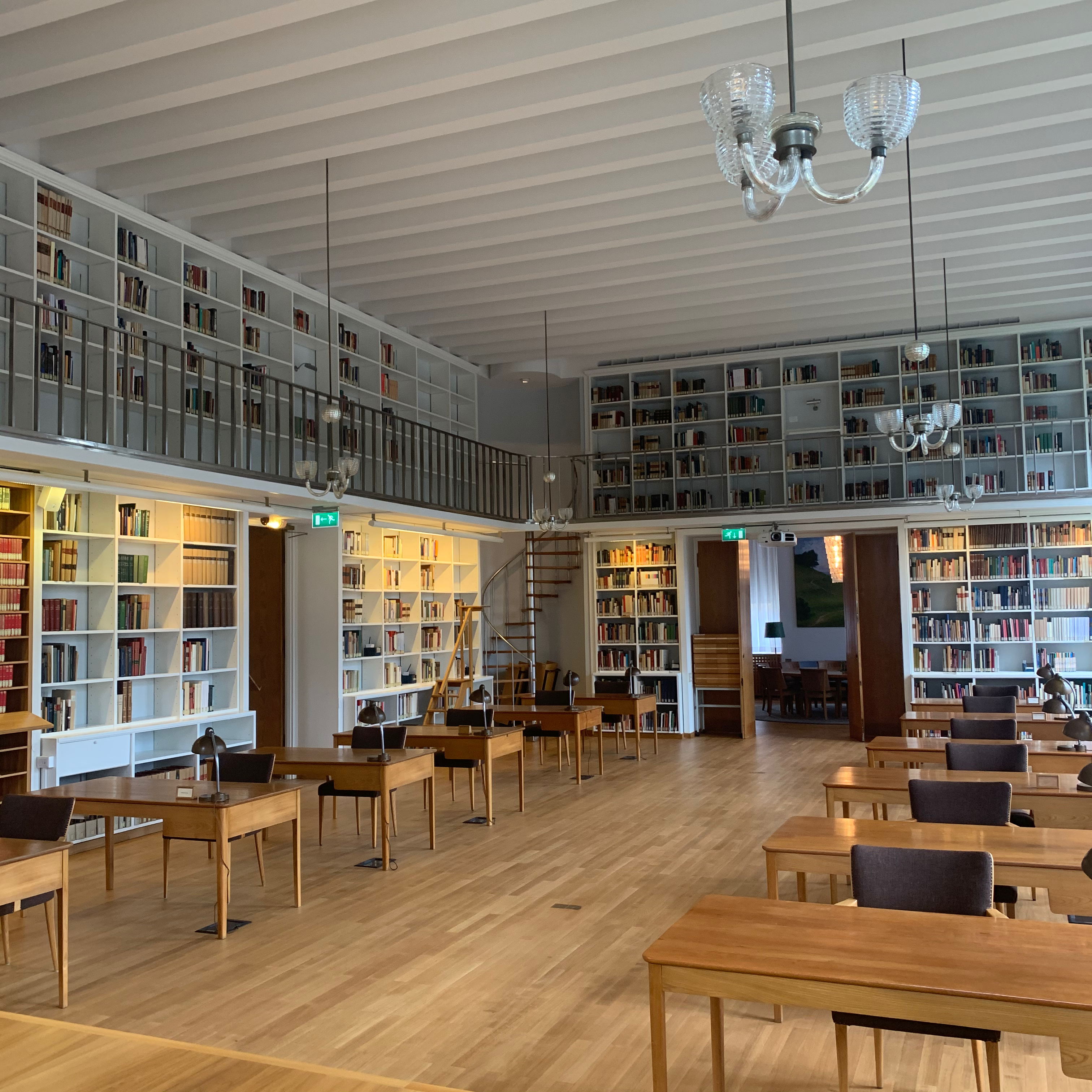
Biblioteket efter renoveringen.

Svenska institutet i Rom är en institution för svensk humanistisk forskning och högre utbildning främst inom antikvetenskap, klassiska språk, historia, konstvetenskap, arkitektur och restaureringskonst. Institutet erbjuder årliga stipendier och anordnar kurser i samverkan med svenska universitet för studenter på avancerad nivå och doktorander i klassisk arkeologi och konstvetenskap. Svenska institutet främjar också den internationella akademiska dialogen genom att anordna konferenser, workshops, seminarieserier och öppna föreläsningar. Institutet har ett forskningsbibliotek, ett arkeologiskt laboratorium, gästrum och -lägenheter för stipendiater och forskare. Institutet grundades 1925 på initiativ av kronprins Gustav Adolf och är en privat stiftelse som finansieras av Utbildningsdepartementet. Styrelse och kansli har sitt säte i Stockholm. 
Svenska institutet i Rom ansvarar också för Villa San Michele på Capri, som testamenterades av Axel Munthe till svenska staten för att disponeras av institutet. Den ägs av en stiftelse med anknytning till institutet.

## Historia
Institutet grundades år 1925 på initiativ av bl.a. kronprins Gustav Adolf, som kom att bli styrelsens förste ordförande. Syftet var initialt att främja antikvetenskapen, men institutet skulle också «tjäna den humanistiska forskningens och konstens intressen». Verksamheten på plats i Rom inleddes 1926 av dess förste föreståndare, Axel Boëthius, i lokaler på via del Boschetto 68; samma år anordnades den första kursen i klassisk arkeologi. År 1928 flyttade institutet till en större våning i Palazzo Brancaccio på via Merulana, och år 1939 erhöll man till sist en egen byggnad på via Omero i Valle Giulia, i utkanten av Villa Borghese.  Under 1950–70-talen genomfördes i institutets regi större arkeologiska utgrävningsprojekt i det etruskiska kulturområdet: San Giovenale (1956–65), Luni sul Mignone (1960–63), Selvasecca (1965–71) och Acquarossa (1966–78), samtliga i Viterbo-området i norra Lazio. År 1959 inrättades en kurs i konstvetenskap, motsvarande den i klassisk arkeologi, och 1991 inrättades en tjänst som universitetslektor tillika vicedirektör.
Bland de fonder och stiftelser som stödjer forskning vid institutet märks särskilt Fondazione Famiglia Rausing.

## Byggnaden
Byggnaden tillkom efter ett avtal mellan svenska och italienska staten 1937. Marken skänktes av italienska staten som i utbyte erhöll tomtmark i Stockholm för att bygga ett motsvarande institut (Italienska Kulturinstitutet).
Både den ursprungliga byggnaden och gästflygeln bekostades med medel från Knut och Alice Wallenbergs Stiftelse. Ambitionen var att byggnaden och dess interiörer skulle visa prov på det bästa inom modern svensk arkitektur och inredningskonst. Inredningskommitténs ordförande, Prins Eugen, skänkte en version av sin välkända målning Molnet till konferensrummet, och Olga Milles skänkte år 1956 maken Carl Milles skulptur Solglitter att pryda institutets gård. Tillbyggnaden av en gästflygel 1964 genomfördes av arkitektfirman Anders Tengbom. Vid en ombyggnad utförd av Bo Myrenberg 1987–88, inreddes bl.a. ett nytt seminarierum, och år 2008 tillkom slutligen ett nytt bokmagasin under direktörsbostaden.
Arkitekt: Ivar Tengbom
Byggnadsledare: Oscar Sitte
Byggår: 1938–1940
Inredning: Carl Malmsten (möbler), Elsa Gullberg och Märta Måås-Fjätterström (textil inredning)

## Biblioteket
Biblioteket vid Svenska Institutet i Rom har ett bokbestånd på cirka 70 000 volymer och 200 löpande tidskrifter. Biblioteket är främst inriktat på klassisk arkeologi och topografi i Medelhavsområdet, med betoning på Italien och Rom, etruskologi, antikens konsthistoria, förhistoria, antikens historia, klassisk filologi, konst- och arkitekturhistoria, samt restaurering och monumentvård. En mindre avdelning innehåller litteratur om svensk arkeologi, konstvetenskap, historia och språkvetenskap. I bokbeståndet ingår även specialsamlingar: den Bildtska samlingen, en värdefull donation som tillhört den svenske ministern i Rom, friherre Carl Bildt (1850–1931) och som skänktes till institutet av hans efterlevande. Denna samling består av rara böcker som handlar om de kulturella relationerna mellan Sverige och Italien i synnerhet litteratur som rör den heliga Birgitta och drottning Kristina. Hernmarcksamlingen består av litteratur som handlar om Rom och resor i Italien och donerades av Anders Hernmarck (1916–1978). Yardensamlingen skänktes till biblioteket av Leon Yarden (1920–1988) och innehåller litteratur om judendomen.
Till sist finns Hartmannsamlingen som donerades av den danske konsthistorikern Jørgen Birkedal Hartmann (1910–1998) och består av monografier, tidskrifter och särtryck om nyklassicismen.

## Föreståndare
- Axel Boëthius (1926–1935, 1952–1953, 1955–1957)
- Einar Gjerstad (1935–1940)
- Erik Sjöqvist (1940–1948)
- Arvid Andrén (1948–1952, 1964–1966)
- Olof Vessberg (1953–1955)
- Erik Welin (1957–1961)
- Bengt E. Thomasson (1961–1964)
- Paul Åström (1967–1970)
- Carl Eric Östenberg (1970–1978)
- Carl Nylander (1979–1997)
- Anne-Marie Leander Touati (1997–2001)
- Barbro Santillo Frizell (2001–2013)
- Kristian Göransson (2013–2019)
- Ulf R. Hansson (2019–)

## Nedläggningshot
I den svenska regeringens budgetproposition för 2015 föreslog den nya utbildningsministern Helene Hellmark Knutsson, utan hänvisning till underlag, en minskning av bidraget till de tre Medelhavsinstituten, bland annat Svenska institutet i Rom, med en halvering 2016 och upphörande 2017. Efter massiva protester drogs förslaget tillbaka.